# Gentiana yokusai
Gentiana yokusai är en gentianaväxtart som beskrevs av Isaac Henry Burkill. Gentiana yokusai ingår i släktet gentianor, och familjen gentianaväxter. Utöver nominatformen finns också underarten G. y. cordifolia.